# 義敦縣
義敦縣，屬西康省，藏人稱為「立登三壩」(LiedengSangba)，「三壩」(Sangba)，又譯「桑巴」(Zangba)，藏語「橋樑」之意，該地至今仍沿用「三壩」之名。該地在《隋書·附國傳》即有記載，「附國」有「利豆」、「舂桑」、「婢藥」等21部，利豆就是義敦。。

## 沿革[2]
清代，該地為巴安（巴塘）、理化（理塘）兩土司交界地。姚瑩在道光二十五年（1845年）路經該地：「立登三壩，巴、里二塘交界處也，有漢蠻塘兵各數人」。清末時，趙爾豐於光緒三十四年（1908年）改流，取「立登三壩」結尾的「三壩」，置「三壩廳」，設有「通判」駐紮，廳治今理塘縣西熱柯區喇嘛埡鄉銀達（即舊義敦縣南三壩），劃益拉山頂以西、大朔山頂以東，包括冷卡石（今屬巴塘縣）、曲登（今屬理塘縣）二土司和毛埡牧場一部分為其轄地，屬川滇邊務大臣。宣統三年（1911年）代理川滇邊務大臣傅嵩炑奏告獲准後，改設「義敦縣」，縣長官改稱為委員，隸屬康安道。
辛亥時期，駐藏川軍嘩變，西藏進犯川邊。民國元年（1912年），陷察木多等地，圍巴塘。約7月底，川邊巡防軍統領顧占文率巴塘軍民奮力戰鬥，擊敗藏軍。在此前的6月24日，袁世凱令尹昌衡率軍平亂入藏。1912年，尹昌衡廢府、廳、州及理事官、委員之職， 一律改為縣，設縣知事。民國三年（1914年），尹昌衡建川邊特別行政區，所轄範圍大致如趙氏在川邊時的範圍。義敦縣是其區內33縣之一。民國6年（1917年）， 西藏地方政府指揮藏軍越過金沙江，川邊鎮守使陳遐齡不加抵抗，北路甘孜以西、南路巴塘以西各縣相繼失陷。到民國7年（1918年）4月，川邊特別行政區只剩甘孜、巴塘及其東面共17個縣，喪失16縣。民國7年，藏軍直搗巴塘，代理分統高異德率軍民抵抗，與藏軍劃江而守。戰爭中，縣署被焚，縣治遂廢，縣知事彭勛在失治後，「遂無所統攝」，「長住巴安（今巴塘），每月領生活費些許」。次年（1919年），陳遐齡正式廢撤義敦縣，以冷卡石、格木還巴安，余歸理化（今理塘），但立登三巴仍為巴安界標。到30年代初期，義敦縣處於「今廢，其地分屬巴、理兩縣」的狀況
民國24年（1935年），義敦復治，原劃歸巴安的冷卡石、格木等地復歸義敦縣。民國28年（1939年）1月1日，西康省正式成立時，管轄（含「遙領」）的46個縣和3個設治局中，「義敦縣」是「康屬」的一縣。6月，義敦縣成立，縣治設於大朔。首任縣長仍為彭勛；7月，劉文輝部營長龔耕雲率部到達義敦縣治，開始修建縣政府。11月9日，劉文輝部「康南宣撫司令」曾言樞也率部抵達，12月4日義敦復縣正式完成。
1952年西康省藏族自治區決定，義敦縣歸屬新設立的地級「理塘辦事處」管轄，縣治所在地遷到濯拉鄉（後經國務院正式批准）。1955年，西康省被撤銷，義敦縣歸屬四川省甘孜藏族自治州。1958年，義敦縣由老義敦（大溯塘）遷沙溪鄉；
1978年7月1日，國務院批准撤銷義敦縣，將義敦縣行政區域中的2個區7個鄉分別劃歸巴塘、理塘縣，其中沙溪、德達、茶洛、列衣4個鄉劃入巴塘縣，置「措拉區」管轄，「措拉區」現為巴塘縣的措拉鎮；波密鄉劃入巴塘縣，歸城關區管轄（城關區於1985年地名普查時更名為「夏邛區」），其餘1個區、3個鄉劃歸理塘縣。現巴塘縣有義敦鄉、「義敦兵站」等地名。